# 趙宇超
趙宇超（1957年—）是台灣發明家。
趙宇超出生於台灣彰化，畢業於秀水高工，目前擔任金超耘科技股份有限公司總經理。
趙宇超自1986年起，以精密研磨技術於台灣鹿港創業，2000年以發明「站著騎」脂燃自行車，榮獲日內瓦國際發明獎一面金牌與二面銀牌之後，更致力於創新產品的研究與開發，於2001年榮獲台灣國家優良設計獎，自2005年起，以技術教師身份，任教於多所科技大學，開設「新產品設計與開發」等系列課程。
趙宇超於科技大學任教之餘，仍持續進行多項創新研發，所產出之環保碎木機專利，分別於2006年榮獲台北國際發明暨技術交易展金牌、2007年榮獲台灣國家發明創作獎銀牌、2008年榮獲台灣國家發明創作獎金牌，至今已累積超過百項的國內外發明專利。

## 相關鏈結
- 趙宇超個人簡介